# Thanvillé
Thanvillé je občina v departmaju Bas-Rhin francoske regije Alzacija.
Leta 1990 je v občini živelo 442 oseb oz. 231 oseb/km².